# Pierre-Léon Basterrèche
Pour l’article ayant un titre homophone, voir Basterrêche.
Pierre-Léon Basterrèche, né le 28 février 1763 à Bayonne et mort le 15 novembre 1801 à Paris, est un armateur, financier et banquier français. Il fut l'un des premiers régents de la Banque de France.

## Parcours
Issu d'une famille de négociants bayonnais, Pierre-Léon s'associe avec son frère aîné Pierre Basterrèche (1762-1827) pour gérer les commissions et droits financiers sur les armements maritimes en tant qu'armateurs. Pierre, devenu maire de Bayonne en 1792, est arrêté avec son frère en mai 1793, et tous deux passent près de neuf mois sous les verrous. En mars 1795, Léon est élu député par la ville de Bayonne auprès de la Convention, devant laquelle il porte un rapport dénonçant les actions du montagnard Monestier lorsqu'il était en mission à Tarbes.
Soutien du Directoire, il entre dans la famille de Cambacérès en épousant sa nièce, Jeanne-Catherine-Rose-Émilie Duvidal, fille du marquis de Montferrier (1752-1829), futur inspecteur général des Postes et membre de la Cour des comptes. Il est décrit comme quelqu'un « de fort laid », ayant été victime, enfant, d'un accident.
Entre-temps, il s'était associé à la fin de 1794 à Pierre-Joseph-Fleury Jubié, issu d'une famille d'industriels de La Sône, spécialisée dans la soie, pour créer à Paris une première maison de banque appelée Jubié, Basterrèche et Cie dans laquelle Georges-Antoine Ricard est commandite. En plus d'être un spéculateur, Jubié est très impliqué dans la rénovation du tissu bancaire français puisqu'il fonde également la Caisse d'escompte du commerce, et qu'il administre la Caisse des comptes courants, qui est en quelque sorte le laboratoire de la future Banque de France. La banque Jubié, Basterrèche et Cie, dissoute en 1800 de façon assez trouble, permit à Basterrèche d'écarter Jubié et de s'impliquer prudemment dans la plupart des montages financiers de l'époque ; il en tira un bénéfice de près de 750 000 francs. Basterrèche se lie durant cette période avec Martin Garat, originaire de la même région que lui.
Léon Basterrèche est nommé au Conseil de régence de la Banque de France le 16 février 1800, il occupe le 12e fauteuil. Il rejoint également les Négociants réunis chargés de trouver des fonds pour le Trésor.
Le 23 septembre 1801, il crée une nouvelle banque appelée Léon Basterrèche et Cie dont il détient 86 % des parts, mais meurt brutalement deux mois plus tard.
Il occupait à sa mort un hôtel particulier rue Neuve-des-Mathurins et laissait une fortune évaluée à 1,2 million de francs.
Son Essai sur les monnaies est une réflexion d'une grande clarté sur le bimétallisme, et la nécessité pour l’État de privilégier l'argent métal au détriment de l'or.

## Écrits
- Dénonciation des crimes de Monestier, de Puy de Dôme, aux membres composants les comités de Gouvernement, 7 floréal an III.
- Essai sur les monnaies, Paris, Goujon fils, An X.